# Porta Mascarella
Porta Mascarella (pôrta dla Mascarèla in bolognese) è una delle porte della terza cinta muraria di Bologna. Sorge alla fine dell'omonima via, all'incrocio con i viali di Circonvallazione e subito prima del ponte di via Stalingrado.

## Storia
Deve il nome all'omonimo borgo, a sua volta chiamato così dal termine duecentesco "mascarella", con il quale si indicava a Bologna la frode nei contratti. Il termine è citato nello Statuto della Compagnia dei Macellari, che ne fa divieto. A quel tempo il mercato del bestiame si svolgeva nei pressi del borgo, ovvero alla Montagnola, ed è presumibile che i casi di frode fossero tali da giustificare il nome.
È stata costruita nel 1300 sulla via che conduceva alla Dozza e, confluendo nella strada Ferrarese, raggiungeva prima Malalbergo poi Ferrara. Realizzata in laterizio, è la porta che conserva meglio il suo aspetto originario.
Più volte chiusa e poi riattivata, nel 1354 venne dotata di un ponte levatoio. La porta venne poi presumibilmente chiusa, poiché nel 1381 agli abitanti della zona fu concesso di riaprirla e di fortificarla a loro spese. Nel 1511 fu costruito il tetto, eliminando così il torrazzo che la sovrastava. Nel corso dei secoli ha subito diversi rimaneggiamenti, mantenendo comunque intatta la struttura principale. Così come le altre porte cittadine, porta Mascarella è stata oggetto di importanti lavori di restauro fra il 2007 e il 2009.